# أحمد أمين مرشد
أحمد أمين مرشد باحث ومؤرخ وصحفي سعودي، من مواليد المدينة المنورة ويعد من أشهر مؤرخيها.

## نبذة
ولد أحمد أمين صالح مرشد في المدينة المنورة عام 1369 هـ/1949، وحصل على درجة البكالوريوس عام 1394 هـ/1974 من جامعة الملك سعود قسم آداب وتربية تخصص تاريخ، عمل بعد تخرجه الجامعي مدرسا بإدارة تعليم المدينة المنورة ثم مدرسا بمدارس الحرس الوطني من 1409هـ/1989 حتى تقاعده عام 1427 هـ/2006، كما عمل مندوبا لقسم الآثار بتعليم المدينة 1398 هـ/1977. عمل في المجال الصحفي منذ عام 1385 هـ/1965، وكان مؤسساً ومديراً لمكتب جريدة الجزيرة في المدينة عام 1395 هـ حتى عام 1408 هـ، سجلت له عدة حلقات تاريخية من خلال التلفزيون السعودي وبعض القنوات الفضائية. وكتب العديد من المقالات التاريخية والأدبية في ملحق التراث بجريدتي المدينة والبلاد. وأهتم أحمد مرشد بجمع الوثائق والمخطوطات والرسائل الخاصة بتاريخ المدينة المنورة ومكة المكرمة، حيث تحوي مكتبته الخاصة على أرشيف فوتوغرافي من 7000 صورة للمدينة المنورة ورجالاتها ومكة المكرمة وعدة أفلام وثائقية للمدينة ومكة وصور مخطوطات ورسائل تخص المدينة المنورة وأكثر من 100 مخطوطة.

## مؤلفاته
له العديد من المؤلفات، منها:
- تاريخ المدينة المنورة في عيون المحبين.
- طيبة وذكريات الأحبة، يتضمن كل جزء من الكتاب تراجم عن رجالات المدينة المنورة وسيرهم موثق بالصور والوثائق الخاصة بكل شخصية، (ستة أجزاء).
- المدينة المنورة: المكانة و التاريخ.
- أهل المدينة المنورة: عادات وتقاليد لهجات وأمثال.
- المدينة المنورة في العهود الثلاث.
- الحركة الرياضية في المدينة قديما وحديثا.